# Бомба (Остаться в живых)
«Бомба» (англ. Jughead) — третья серия пятого сезона и восемьдесят девятая серия в общем счёте телесериала «Остаться в живых». Центральный персонаж серии — Десмонд Хьюм.

## Сюжет

### Остров
Группа с Дэном идет по лесу. Шарлотта жалуется Дэну на двоение в глазах и плохое самочувствие. Дэн обещает ей, что не позволит случиться ничему плохому. Впереди Майлз, дойдя до реки (место встречи с остальными из лагеря), говорит, что раз никто больше не дошёл, то они точно мертвы или взяты в плен лучниками. Внезапно он видит растяжку, протянутую по земле, и кричит идущим впереди не двигаться, но оказывается поздно. Зацепившись за неё, двое погибают от взрыва противопехотных мин. На шум прибегают люди со стрелами во главе с девушкой, что берёт их в плен.
Дэн, Майлз и Шарлотта связаны. Девушка во главе группы нападавших — Элли — спрашивает Дэна, где находятся остальные пляжники. Майлз встревает в дискуссию, и говорит, что те небось подорвались на одной из их растяжек. На что Элли отвечает — «Не мы туда их поставили, а вы».
Джульет, Сойер и Локк думают, что делать с двумя пленными, что попытались напасть на них ночью. Незнакомцы начинают говорить на латыни, однако Джульет их понимает. Она рассказывает, что латынь они знают, потому что они — «Другие».
Другие ведут группу Дэна к своему лагерю. Майлз использует свои способности и узнает информацию о месте, где они находятся. Он рассказывает Дэну, что тут недавно были похоронены 4 солдата армии США — трое застрелены, один погиб от радиации. Их разговор обрывается, поскольку группа выходит на поляну, где разбит палаточный лагерь. Элли зовет Ричарда. Из палатки выходит Алперт, он спрашивает, вернулся ли Дэн за своей бомбой.
Дэна, Майлза и Шарлотту приводят в палатку. Дэн говорит всем придерживаться легенды (до сл. вспышки), что они правда из армии США, тогда их не убьют, за предлогом владения ценной информацией. Входит Ричард. Он возмущается, почему Дэн не говорит, где остальные люди. Ричард говорит, что они и так прибыли на чужой остров, проводят опыты и стреляют по населению. Дэн объясняет, что они ученые, и что он единственный, кто может обезвредить водородную бомбу, что находится на острове. Ричард не верит ему, и предполагает, что они группа смертников и уничтожат весь участок населенной земли. Дэн не выдерживает и говорит, что никогда не причинил бы вреда девушке, которую любит — он смотрит на Шарлотту — и Ричард доверяется ему.
Группа Локка ведет двух пленных. Локк предлагает им начать говорить. Один из них, идущий сзади (по имени Каннингем) отвечает, что все их люди давно в плену, поскольку они слышали, как Сойер прокричал про место встречи. Джульетт оборачивается к парню и начинает говорить с ним на латыни. Она просит отвести их в его лагерь. Второй пленный недоверительно смотрит на Каннингема. Тогда Джульетт спрашивает, там ли Ричард Алперт? Оба парня удивлены её познаниями. Но, как только разговорчивый соглашается отвести их в лагерь, второй срывается с места и сворачивает ему шею, затем убегает прочь. Локк не стреляет в него, аргументируя тем, что он один из его будущих людей.
Шарлотта говорит, что убедить Ричарда можно было и по-другому, и враньё о любви было лишним. Дэн отвечает, что говорил искренне. За ним приходит Элли, Дэн обещает Шарлотте, что все будет хорошо.
На улице Ричард развязывает Дэна и говорит, что они нашли солдат месяц назад, и дали шанс покинуть остров, но те отказались. Поэтому им было приказано убить всех чужаков. Дэн спрашивает, кто отдает приказы, на что Ричард не отвечает. Их прерывает сбежавший пленник. Он говорит, что на них с Каннингемом наткнулись чужаки, что он убежал, и что вряд ли за ним бы смогли проследить, ведь никто не может знать остров лучше него самого. Ричард говорит Элли вести Дэна к бомбе. Парень возмущается, но Ричард не слушает его.
Локк выглядывает на поляну с лагерем. Он спрашивает Джульетт, как та узнала про Ричарда. Она отвечает, что он был здесь всегда. Их догоняет Сойер и предлагает помочь Дэну, которого уводят в джунгли. Локк отказывается — он идёт говорить с Ричардом.
Элли спрашивает, с какой стати Дэн постоянно на неё смотрит. Тот отвечает, что она похожа на одну его знакомую. Девушка доводит его до висящей на вышке бомбы. Дэн осматривает снаряд. Он видит, что в корпусе течь, и быстро удаляется от вышки, о чём просит и Элли. Он говорит, что если они зароют бомбу, то все будет хорошо, и через 50 лет после ничего не случится. Та не верит ему, и он проговаривается, что вся их группа из будущего. Вдруг из джунглей выходит Сойер и Джульетт, они заставляют Элли сдать оружие.
Локк идет к палаткам и зовет Ричарда. Знакомый нам беглец узнает его и наставляет винтовку, приказывая не двигаться. Вдруг выходит Ричард, он спрашивает имя Локка и просит опустить оружие. Парень не слушается, тогда Ричард вырывает у него винтовку и называет его по имени — Уидмор! Локк переспрашивает, как зовут парня. Тот отвечает — Чарльз Уидмор и добавляет, какое ему дело. Локк улыбается и говорит, что ему приятно познакомиться.
Локк отдал компас Ричарду и рассказал ему о том, что произошло. Тот не очень верит ему. Тогда Локк говорит, что он их Лидер. На что Алперт отвечает, что лидеров выбирают с детства. Джон спрашивает текущий год, это 1954. Локк говорит, что родится только в 1956, и что если он не верит — то может навестить его и засвидетельствовать рождение. Вдруг доносится противный звук, и Локк понимает, что сейчас они опять переместятся. Он спрашивает у Ричарда, как ему покинуть остров, но тот не отвечает, и вспышка накрывает лагерь.
Локк остается на пустом поле. Дэна приводят назад к месту, где ранее стоял лагерь. Он видит Шарлотту и кидается её развязывать. Но ей внезапно становится плохо: сильный поток крови носом, и она падает без сознания. Все сбегаются помочь.

### Будущее
Десмонд бежит через рынок на Филлипинах, спрашивая каждого встречного некоего Эфрена. Он врывается в одну из комнат, где за столом играет на деньги кучка людей. Тот человек, что ему нужен — Эфрен — оказывается врачом. Десмонд провожает его до своей лодки, где у Пенни внезапно начались роды. Доктор делает свою работу, и вот мы видим, что у счастливой пары родился мальчик.
Десмонд рассказывает сыну (уже повзрослевшему немного) историю про Британские острова, что они как раз видят вдали. Он говорит, что там он когда-то жил — в Шотландии, и там они познакомились с его мамой. Внезапно на палубу поднимается Пенни, она добавляет, что Десмонд пропустил часть рассказа, где упоминает о властном дедушке мальчика, что послал корабль на остров, с целью убить всех папиных друзей. Десмонд говорит, чтоб Пенни не переживала, и её отец не узнает, что они были в Оксфорде. Он напоминает ей про его сон, и что он единственный, кто может помочь оставшимся позади.
Десмонд собирается в Оксфорд. Пенни обеспокоена, она просит его пообещать, что что бы не случилось — он никогда не вернется на остров. Тот дает обещание и говорит, что, найдя мать Фарадей, покончит с этим делом.
Десмонд находится в университете. Однако женщина за компьютерной базой отвечает ему, что Фарадеев не значится в списке. Он выходит в коридор и видит дверь в отделение физики. Он вламывается в опечатанное помещение и находит все вещи Дэна, включая его приборы. Там же валяется разбитая рамка с фото Дэна с какой-то девушкой. Вдруг его пугает уборщик и говорит ничего не трогать. Он рассказывает про то, как выгребал крыс из лаборантской, чтоб никто не знал, чем занимается Дэн. Мужчина добавляет, что ходили слухи о том, что он работает над проектом перемещения мозга/сознания назад в прошлое. Дэн скрылся после того, как произошёл инцидент с той девушкой. Десмонд интересуется — с какой.
Десмонд стучится в чей-то дом, он спрашивает Терезу Спенсер. Его встречает женщина — сестра девушки. Когда Десмонд говорит, что он от Дэна, та впускает его. Пройдя в комнату, он видит девушку с того фото, она прикована к кровати и находится на искусственном жизнеобеспечении. Десмонд удивляется, на что сестра Терезы говорит, что Дэн скрылся, когда это произошло, и, единственный, кто спонсировал его опыты, — был Уидмор, и он взял на себя ответственность за последствия и теперь помогает семье девушки.
Десмонд врывается в кабинет Чарльза. Он просит того ответить на один вопрос, и тогда он исчезнет из его жизни навеки. Чарльз соглашается. Десмонд спрашивает, где найти мать Дэна. Уидмор говорит, что скажет, если тот уверит его, что Пенни в безопасности. Десмонд не отвечает. Чарльз достает записную книжку и черкает ему адрес (Лос-Анджелес), но говорит, что она может и не захочет его видеть.
Десмонд берет адрес и уходит. Чарльз останавливает его и говорит не лезть в это дело. Советует ему сидеть там же, где они с Пенни провели последние 3 года, потому что им может грозить опасность.
Десмонд вернулся к Пенни и малышу. Однако он врет, что мать Дэна умерла пару лет назад, и Пенни это улавливает. Десмонд говорит, что ему нужно всего-то попасть в Лос-Анджелес, и он не бросит её и Чарли (имя их сына). Пенни уговаривает его плыть в Лос-Анджелес, иначе он не сможет об этом забыть.